# 刘洪洋 (书法家)
刘洪洋（1963年—），字骏，号一石、弘羊、京东印人，别署一石斋、洗心斋、吉金山房，男，天津宝坻人，中国书法家。中国书法家协会会员，西泠印社社员，中国书法家协会篆刻委员会委员，天津市书法家协会副主席，天津印社副社长，京东印社社长，宝坻区书法家协会主席，中国书法家协会书法培训中心教授、工作室导师，中国艺术研究院中国篆刻院研究员、导师，渤海大学艺术与传媒学院硕士研究生导师，中国印学研究所研究员，天一阁博物馆研究员。

## 社会兼职
曾担任全国第十一、十二届书法篆刻展、全国第四届妇女书法篆刻展、全国中青年篆刻家作品邀请展、全国第四届隶书作品展、第二届大学生书法篆刻展、第二届“中华妈祖文化”全国书法篆刻展、印篆钱塘第二届“弄潮杯”钱塘江全国篆刻艺术展、“吴昌硕国际书法奖"书法篆刻展、首届“万印楼奖”国际篆刻大奖赛、“沈商文化杯”全国书画作品展、“诗经杯”全国书法大赛、第十二届重阳节全国书画大奖赛、“印记中国”全国学生篆刻大赛评委，第六、七届全国书代会代表。